# Jean Lurçat
Jean Lurçat (ur. 1 lipca 1892 w Bruyères, zm. 6 stycznia 1966 w Saint-Paul-de-Vence) – francuski malarz, ceramik, ilustrator, artysta tkanin.
W 1917 wykonał i wystawił swoje pierwsze tapiserie. Początkowo tworzył pod wpływem kubizmu, później surrealizmu. Od 1940 pracował w warsztatach tkackich w Aubusson. Stał się znany jako twórca nowoczesnych tkanin dekoracyjnych, m.in. Cztery pory roku (1939), Wolność (karton, 1943), Apokalipsa (1948, dla kościoła w Assy), Pieśń świata (1957–1964). Nawiązywał do techniki średniowiecznego tkactwa.